# 秘密 (2006年電影)
《秘密》（英語：The Secret）是2006年的“自我帮助”类电影。影片通过展示一系列乐观主义的采访来说明一个看法：每个人都能得到自己想要的，只要你相信你能得到。影片的核心思想为朗达·拜恩所提出的吸引力法则（这一思想通常被批评者认为是自我应验预言的一种）。影片上映同时发行了同名书籍版本，且书籍曾位列《纽约时报》畅销书单首位。影片制片人朗达·拜恩曾被美国著名脱口秀栏目《奥普拉·温弗里秀》邀请作为嘉宾采访。朗达·拜恩为澳洲人，他声称在人生低谷时从一本古籍中发现了这一奥秘，并希望将这一思想传播到世界。影片采访了24位神奇的导师，并由他们分别讲述这一秘密法则发挥效用的故事。朗达·拜恩认为这秘密属于新思想运动（新纪元运动的组分之一）的一部分。影片与同名书籍皆有在宣传量子神秘主义。